# Коштарой
Коштарой (чечен. Кейшта) — покинутый аул в Итум-Калинском районе Чеченской республики.

## Население
| Год  | Численность |
| ---- | ----------- |
| 1883 | 59          |
| 1889 | 67          |
| 1899 | 42          |

## География
Расположен в бассейне Гухойэрк, к северо-западу от районного центра Итум-Кали.
Аул Чохой ликвидирован в 1944 году во время депортации чеченцев. После восстановления Чечено-Ингушской АССР в 1956 году людям было запрещено селиться в данном районе.

## История и археология
В 2018 году в этом и в некоторых других аулах Чечни (Кештерой (Зумса), Цой-Пхеде (Малхиста), Элд-Пха (Терлой)) были обнаружены надписи, являющиеся эпиграфическими памятниками.